# دانييل غورينشتاين
دانييل غورينشتاين (بالإنجليزية: Daniel Gorenstein)‏ هو عالم رياضيات أمريكي.